# ناقل تمرکزدهنده نوکلئوزید
ناقل‌های تمرکزدهنده نوکلئوزید (انگلیسی: Concentrative nucleoside transporters) گروهی از پروتئین‌ها هستند که کارشان حمل و نقل نوکلئوزیدهاست.
این خانوادهٔ پروتئینی شامل SLC28A1، SLC28A2 و SLC28A3 است.
مولکول SLC28A2 یک حمل‌کنندهٔ مشترک پورین وابسته به سدیم است که در جدار لوله‌های نازک صفراوی یافت می‌شود.
مولکول SLC28A1 یک پروتئین ترابری غشاء وابسته به سدیم است که اختصاصاً پیریمیدین و آدنوزین را حمل می‌کند. این پروتئین همچنین در حمل داروی زیدوودین نقش دارد.